# قائمة بمشاهير مقارني الأديان المسلمين
مقارن الأديان المسلم هو باحث أو داعية مسلم يعمل في دراسات الدين المقارن الإسلامي.

## القائمة
| الاسم                  | الميلاد            | الوفاة                     | ملاحظات | المصدر |
| ---------------------- | ------------------ | -------------------------- | --- | ------ |
| أبو الريحان البيروني   | 973م               | 1048م                      | كان معروفًا بكتاباته الموضوعية عن عادات وعقائد العديد من الأمم السابقة | [ 1 ]  |
| فخر الدين الرازي       | 544 هـ وقيل 543 هـ | 604 هـ أو 605 هـ أو 606 هـ | لُُقّب بسلطان المتكلمين، وكان قائمًا على نصرة الأشاعرة، كما اشتهر بردوده على الفلاسفة والمعتزلة. ألّف «تأسيس التقديس» في علم الكلام                                                                                      | [ 2 ]  |
| ابن حزم                | 384 هـ             | 456 هـ                     | متكلّم وصفه البعض بالفيلسوف، وله ردود كثيرة على الشيعة واليهود والنصارى وعلى الصوفية والخوارج. صاحب كتاب الفصل في الملل والأهواء والنحل الذي تناول فيه شتى الملل والنحل المخالفة للإسلام بالتفنيد.                   |        |
| أبو الحسن الأشعري      | 260 هـ وقيل 270 هـ | 324 هـ                     | لقب بإمام أهل السنة والجماعة. وقد نبغ الأشعري في العلوم العقلية، واشتهر بقوة الجدال والمناظرة بجانب محافظته على النقل. وبجانب براعته في علم الكلام. صنف كتاباً سماه «الفصول في الرد على الملحدين والخارجين عن الملة» | [ 3 ]  |
| رحمة الله القيرناوي    |                    |                            | | [ 4 ]  |
| إسماعيل الفاروقي       |                    |                            | | [ 5 ]  |
| ذاكر نايك              | 1965 م             |                            | داعية إسلامي في مجال مقارنة الأديان، ومؤسس ورئيس مؤسسة البحوث الإسلامية (IRF). ومؤسس قناة السلام. | [ 6 ]  |
| أحمد ديدات             | 1918م              | 2005م                      | مُحاضر ومُناظر إسلامي، اشتُهِر بمناظراته وكتاباته في مقارنة الأديان وعلى وجه الخصوص بين الإسلام والمسيحية أسس وترأس المركز الدولي للدعوة الإسلامية في مدينة ديربان في جنوب أفريقيا .                                    | [ 7 ]  |
| شبير علي               |                    |                            | داعية إسلامي كندي ومناظر للمسيحيين، يعمل رئيسًا لمركز المعلومات والدعوة الدولي في تورنتو، أونتاريو، كندا. | [ 8 ]  |
| رينيه جينو             |                    |                            | |        |
| يوسف إستس              | 1944م              |                            | | [ 9 ]  |
| جمال بدوي              | 1939م              |                            | | [ 10 ] |
| أمير حسين [الإنجليزية] |                    |                            | | [ 11 ] |
| منقذ السقار            | 1967م              |                            | باحث ودكتور في مجال مقارنة الأديان، وله مؤلفات في الكتب والعقائد النصرانية. | [ 12 ] |
| حمزة تزورتزيس          | 1980م              |                            | | [ 13 ] |
| معاذ عليان             |                    |                            | باحث في مقارنة الأديان وله مؤلفات عديدة | 13     |